# Angel Long
Angel Long (Swindon, 21 novembre 1980) è un'attrice pornografica e regista pornografica britannica.

## Biografia
Nata a Swindon, nel Wiltshire, dai quattordici ai sedici anni ha vissuto in Canada, a Rapid City, nel Manitoba. Tornata in Inghilterra, è entrata nell'industria pornografica durante il 2001.
Bionda, con gambe molto slanciate e un tatuaggio di un diavolo della Tasmania sulla natica destra, Angel è apparsa in più di 460 film e ne ha diretti 28.
Angel è stata anche presentatrice di una sex line su una televisione inglese; ha condotto lo show SXTV Live sull'Adult Channel, con un rapporto sessuale con il conduttore di Spice Extreme, Lolly Badcock durante un episodio. È stata una dei tre volti più noti dell'Adult Channel insieme a Laura Jones e Michelle Thorne, e attualmente è presente con regolarità su Sport XXX Babes. Angel è apparsa nello show televisivo Braniac come uno dei giudici.
Nel 2003 ha vinto il suo AVN per la miglior scena di gruppo e tra il 2003 e 2010 ha vinto 5 Shafta Award. Nel 2023 è stata inserita nella Hall of Fame dagli AVN Awards.

## Riconoscimenti
AVN Award
- 2003 - Best Group Sex Scene (video) per Assficionado con Jay Ashley e Pat Myne[7]
- 2023 - Hall of Fame[8]

Altri riconoscimenti
- 2010 SHAFTA Award Best Anal Scene Video per Girls Allowed, con John Janes e Andy Mann [9]

## Filmografia
- Ben Dover's Royal Reamers 1 (2001)
- Betty Swollocks 1: London's Loose Lady (2001)
- Kelly The Coed 13 (2001)
- Legal Skin 1 (2001)
- Naughty Little Nymphos 8 (2001)
- Sin Twins (2001)
- 2 Anal 4 U (2002)
- Anal Addicts 8 (2002)
- Anal Assault 1 (2002)
- Anal Excursions 3 (2002)
- Assault That Ass 1 (2002)
- Assficianado 1 (2002)
- Backseat Driver 15 (2002)
- Barely Legal 33 (2002)
- Black Cravings 6 (2002)
- Black Dicks in White Chicks 4 (2002)
- Breakin' 'Em In 3 (2002)
- British Glam Sluts 3 (2002)
- Butt Naked In Public (2002)
- Cathula 1 (2002)
- Caution Your Azz is In Danger 4 (2002)
- Chasing The Big Ones 14 (2002)
- Cum Dumpsters 1 (2002)
- Customs And Sexcise (2002)
- Double Parked 1 (2002)
- Erotic Intentions (2002)
- Extreme Filth 2 (2002)
- Fast Times at Deep Crack High 6 (2002)
- Fortune (2002)
- Four Finger Club 21 (2002)
- Gangland 30 (2002)
- Get Yo' Orgy On 2 (2002)
- Girlvert 2 (2002)
- Grrl Power 14 (2002)
- Gutter Mouths 24 (2002)
- Handjobs 12 (2002)
- Heavy Metal 3 (2002)
- Hot Bods And Tail Pipe 26 (2002)
- Initiations 12 (2002)
- Itty Bitty Titty And 18 1 (2002)
- Jungle Love 1: An Interracial Affair (2002)
- Little White Chicks... Big Black Monster Dicks 17 (2002)
- Magic Sex (2002)
- Mind of A Horny Woman 1 (2002)
- Naughty College School Girls 23 (2002)
- Negro In Mrs. Jones 4 (2002)
- Perverted Stories 34 (2002)
- POV 4 (2002)
- Pussy Playhouse 5 (2002)
- Real College Girls 3 (2002)
- Role Models 3 (2002)
- Runaway Sluts Exposed 3 (2002)
- Runaways 10 (2002)
- Runaways 7 (2002)
- Screaming Orgasms 5 (2002)
- Screw My Wife Please 26 (And Play With Her Tits) (2002)
- Service Animals 12 (2002)
- Sex Addicts 3 (2002)
- Smokin' 4 (2002)
- Specs Appeal 5 (2002)
- Squirting Illustrated 5 (2002)
- Süsse pissende Pussies (2002)
- Swallow My Pride 2 (2002)
- Swap Meat (2002)
- Sweatin' It 5 (2002)
- Sweetwater (2002)
- Taped College Confessions 16 (2002)
- Teacher's Pet 4 (2002)
- Titney Spheres (2002)
- To The Manor Porn (2002)
- UK Student House 1 (2002)
- UK Student House 3 (2002)
- Up Your Ass 20 (2002)
- V-eight 7 (2002)
- Violation Of Ashley Blue (2002)
- Violation Of Nikita Denise (2002)
- Virgin Canvas (2002)
- Wet Inc. (2002)
- Wife Watchers Confidential 2 (2002)
- Wildest Sex Ever 2 (2002)
- Writer 1: Stories of Lust (2002)
- Young As They Cum 4 (2002)
- 20 and Natural (2003)
- 7 The Hardway 2 (2003)
- A2M 2 (2003)
- Adult Entertainment Robots 1 (2003)
- All About Ass 13 (2003)
- Amateur Angels 9 (2003)
- Anal Assault 3 (2003)
- Anal Assault 4 (2003)
- Anal Away Days 5: Road Trip To Essex (2003)
- Anal Excursions 4 (2003)
- Anal Fever 4 (2003)
- Ass to Mouth (2003)
- Barefoot Confidential 24 (2003)
- Beat the Devil (2003)
- Big Omar's British Adventures: Wet Snatches (2003)
- Bizarre Peroxide Tales (2003)
- Blow Me Sandwich 1 (2003)
- Carmen Goes To College 2 (2003)
- Cheeks 13 (2003)
- Cum Dumpsters 2 (2003)
- Cum Dumpsters 3 (2003)
- Cum Dumpsters 4 (2003)
- Cumback Pussy 49 (2003)
- Cumstains 1 (2003)
- Deep Oral Teens 2 (2003)
- Face Down Ass Up (2003)
- Fresh Meat 17 (2003)
- Glazed and Confused 1 (2003)
- High Rise (2003)
- Hot Showers 10 (2003)
- I Got DP Gangbanged 1 (2003)
- Inside My Panties 1 (2003)
- Interracial Anal Vacation 4 (2003)
- Iron Maidens 2 (2003)
- Just Anal Sex 1 (2003)
- Lessons in Love (2003)
- London Shaggers 2 (2003)
- My Neighbors Daughter 1 (2003)
- Naughty Bottoms (2003)
- Naughty Bottoms 2 (2003)
- Nut Busters 2 (2003)
- Ozporns Go To Hell (2003)
- Pervz 001 (2003)
- Pornstar 1 (2003)
- Private Sports 5: Surf Fuckers (2003)
- Pussyman's American Cocksucking Championship 11 (2003)
- Real Couples 1 (2003)
- Real Female Orgasms 4 (2003)
- Real Swift (2003)
- Sodomania 40 (2003)
- Sorority Sluts (2003)
- Stuffed Hard (2003)
- Taya: Extreme Close Up (2003)
- Teen Patrol 3 (2003)
- Ten Little Piggies 2 (2003)
- Top Guns 1 (2003)
- UK Student House 5 (2003)
- Vice Girls 2 (2003)
- Weapons of Mass Satisfaction (2003)
- 8th Sin (2004)
- Adventures of Dirty Dog 1: Give a Dog a Bone (2004)
- Anal Team 2 (2004)
- Art Of Anal 1 (2004)
- Art Of Anal Group Sex (2004)
- Art Of Oral Group Sex (2004)
- Blondes Love It Black 1 (2004)
- Cathula 2: Vampires of Sex (2004)
- Cathy's Diaries 5 (2004)
- Cum Tasters (2004)
- Girls Of Amateur Pages 4 (2004)
- Hot Chicks Little Tits 7 (2004)
- Magic Sex Genie (2004)
- Misty Rain's Worldwide Sex 10: Lusting in London (2004)
- Mix It Deep (2004)
- Phoenix Rising (2004)
- Porking With Pride 1 (2004)
- Private Xtreme 12: Hot Property (2004)
- Ripe 18: Claudia Chase (2004)
- Rogue Traders (2004)
- Sexpedition (2004)
- Slut City Swingers (2004)
- Suckers 2 (2004)
- Suckers 5 (2004)
- UK Student House Orgies 1: Big Tit Orgies (2004)
- UK Student House: The Best Of Anal and DP 2 (2004)
- Your Ass is Mine (2004)
- 31 Flavors (2005)
- Anal And DP 2 (2005)
- Angel Long And Friends (2005)
- Blondes Asses And Anal (2005)
- British Lesbian Pissing 2 (2005)
- Cum Swallowers 2 (2005)
- Dogging Diaries 3 (2005)
- Double Penetration Fantasies 2 (2005)
- Greatest Anal Orgy (2005)
- Hard Days at the Office (2005)
- Internal Pop Shots (2005)
- Jane Bomb (2005)
- Liquid Gold 13 (2005)
- Porno Dan's British Invasion (2005)
- Slags 'n Stags (2005)
- Teen Sneakers 2 (2005)
- Virtual Dreams With Angel Long (2005)
- 2 Big 2 Be True 3 (2006)
- American Daydreams 3 (2006)
- Attention Whores 7 (2006)
- Boy Fucks Girl 1 (2006)
- Camp Ass (2006)
- Cum Drinking Euro Babes (2006)
- Donna's Dirty Dozen (2006)
- Gangbang Squad 8 (2006)
- Gangbang Squad 9 (2006)
- Giving It Up To The Black Man 2 (2006)
- Grudge Fuck 6 (2006)
- Honey We Blew Up Your Pussy 10 (2006)
- I Only Love...Cumming (2006)
- I Only Love...Fucking Berlin (2006)
- Lap Dance Party (2006)
- Lip Lock My Cock 2 (2006)
- My Hot Wife is Fucking Blackzilla 7 (2006)
- Nassty Dreams 2 (2006)
- Only Handjobs 4 (2006)
- Panty Party 3 (2006)
- Perversions Unleashed (2006)
- Power Bitches 1 (2006)
- Pure Filth 3 (2006)
- Shane Diesel Is In My Ass (2006)
- She Swallows Black Dick 1 (2006)
- Squirters and Gushers (2006)
- Superbrotha (2006)
- Tight Blonde Assholes (2006)
- Tinkle Time 1 (2006)
- Tough Love 8 (2006)
- White Chocolate 2 (II) (2006)
- All Tapped Out 3 (2007)
- Dark City (2007)
- Dirty Dog 4: Pedigree Chums (2007)
- Hotter Than Hell 1 (2007)
- Hustler Hardcore Vault 5 (2007)
- I Only Love...Deep Throat (2007)
- It's Huge 7 (2007)
- It's Huge 8 (2007)
- MILF Invaders 3 (2007)
- My Wife's 1st Monster Cock 9 (2007)
- Nasty 3-Way Nights 3 (2007)
- Oral Antics 5 (2007)
- Punk Rock Pussy (2007)
- Shane Diesel Is The Biggest I've Ever Had (2007)
- Bad Girls (II) (2008)
- Filthy Old Men 2 (2008)
- Fudgestick 2 (2008)
- In The Ass (2008)
- Kick Ass Chicks 50: Nerdy Girls (2008)
- Lolly's Boudoir of Depravity (2008)
- Lolly's Domination Dungeon (2008)
- POV Handjobs 1 (2008)
- POV Perv 1 (2008)
- 101 Natural Beauties (2009)
- Secret Garden (2009)
- A Word (2010)
- Love or Lust 1 (2010)
- MILFs Like It Big 6 (2010)
- Monster Dicks for Young Chicks 6 (2010)
- Murder Mystery Weekend 3: Styx and Stones (2010)
- Welcum Aboard (2010)
- Your Black Dick My White Ass (2010)
- 4 in da' Ho 3 (2011)
- Boat Rides (2011)
- Cream on the Inside 1 (2011)
- Cream Pie Cravings 2 (2011)
- Girls Behaving Badly (2011)
- Interracial Anal Love 8 (2011)
- Love and Lust 2 (2011)
- NFC: Nude Fight Club 3 (2011)
- White Kong Dong 8: Office Sluts (2011)
- 3somes (2012)
- Cream on the Inside 2 (2012)
- Pretty Dirty 2 (II) (2012)
- Thrilla in Vanilla 10 (2012)
- White Kong Dong Vs Black Kong Dong (2012)